# Dolichopeza infuscata
Dolichopeza infuscata är en tvåvingeart som beskrevs av Enrico Adelelmo Brunetti 1912. Dolichopeza infuscata ingår i släktet Dolichopeza och familjen storharkrankar. Inga underarter finns listade i Catalogue of Life.